# Дмитрий Орлов
Дмитрий Иванович Орлов (на руски: Дми́трий Ива́нович Орло́в) е руски моряк, изследовател на Далечния изток.

## Биография
Роден е през 1806 година в Руската империя. От 1826 до 1829 г. участва в околосветската експедицията на Фьодор Петрович Литке. След завръщането си от плаването по непроверен донос Орлов е заточен в Далечния изток. След година се установява, че доносът е лъжлив и царското правителство реабилитира Орлов и възстановява лейтенантския му чин, но той не се завръща в Петербург, а остава в Далечния изток. За да изкарва прехраната си става ловец и скитник из тайгата. Така той добре изучава бита и нравите на коренните жители и когато през 1850 г. Генадий Иванович Невелски започва провеждането на своята експедиция в района и набира желаещи да участват в нея Орлов с голямо желание се включва в мероприятието.
През ноември 1851 г. изследва долното течение на Амур и долния басейн на река Амгун (723 км), като открива езерата Чля, Орел (314 кв. км) и Удил и вододелния хребет между басейните на Амур и реките Тугур и Уда.
През януари и февруари 1852 г. се изкачва по река Тугур и по левия ѝ приток Муникан до изворите на река Селемджа (от басейна на Амур). От там се прехвърля към изворите на река Керби и по нея и по Амгун се спуска до Амур.
През лятото на 1853 г. изследва югозападния бряг (между 49º и 47º 30` с.ш.) и югоизточния (между 48º и 46º 50` с.ш.) на остров Сахалин и основава три военни поста на острова. През зимата на 1853 – 1854 г. с кучешки впрягове извършва първото пресичане на планината Сихоте Алин по река Тумнин до Амур.

## Памет
Неговото име носят:
- нос Орлов на Берингово море, протока Сенявин, Чукотка;
- нос Орлов (43°07′ с. ш. 134°21′ и. д. / 43.116667° с. ш. 134.35° и. д.) на Японско море, залива Валентин, Приморски край;
- нос Орлов на Японско море, залива Изилметев, западното крайбрежие на остров Сахалин;
- нос Орлов на Японско море, залива Чихачов, Приморски край;